# Neukloster
Neukloster é uma cidade da Alemanha localizada no distrito de Nordwestmecklenburg, estado de Mecklemburgo-Pomerânia Ocidental.
É membro e sede do Amt de Neukloster-Warin.